# Минские телевизионные информационные сети
ОАО «Минские телевизионные информационные сети» — провайдер телевидения и интернета в Минске Республики Беларусь, созданный в 1990 году решением Мингорисполкома № 367 от 28 ноября 1990 года.
Компания обслуживает более 525 тыс. абонентов в Минске.
С сентября 2004 года в сети кабельного телевидения начато предоставление услуги высокоскоростного доступа в Интернет.
С июня 2012 года начал вещание телеканал Минск 24 ДОК (ныне «ЯСНае TV») — собственный телеканал ОАО «Минские телевизионные информационные сети».

## Лицензии и сертификаты
Лицензия Министерства связи и информатизации Республики Беларусь № 02140/82, действительна до 31.01.2016.
Сертификат соответствия СТБ ISO 9001-2009, получен 20 февраля 2009 года

## Используемые технологии доступа в интернет
- высокоскоростной доступ в сеть Интернет по технологии Ethernet
- широкополосный доступ через сети кабельного телевидения по технологии DOCSIS

## Предоставляемые форматы вещания телевидения
- аналоговое телевидение
- цифровое телевидение по стандарту DVB

## Цифровое телевидение
На начало 2011 года ОАО «Минские телевизионные информационные сети» приступили к отладке системы передачи цифрового телевидения. Закуплена цифровая станция, система кодирования, а также множество антенн для приёма спутниковых цифровых телепрограмм. Некоторые телеканалы (на начало 2011 года), при наличии телевизора со встроенными (STB) приёмниками, можно просматривать в новом формате (тестовый режим).